# 长梗鼠李
长梗鼠李（学名：Rhamnus schneideri），为鼠李科鼠李属下的一个植物种。